# Gnathopleura melanocephala
Gnathopleura melanocephala är en stekelart som först beskrevs av Cameron 1887.  Gnathopleura melanocephala ingår i släktet Gnathopleura och familjen bracksteklar. Inga underarter finns listade i Catalogue of Life.